# Diàlegs dels déus
Diàlegs dels déus (grec antic: Θεῶν Διάλογοι, Theṑn diálogoi) són 26 diàlegs breus que es burlen de la concepció homèrica dels déus grecs. Foren escrits en grec àtic al segle ii, al voltant de l'any 158, per l'autor sirià Llucià de Samòsata. Aquest recull forma part de quatre denominats Diàlegs —que inclouen diàlegs sobre morts, criatures marines i sobre cortesanes—.

## Estructura, tema i estil
Cada diàleg té dos interlocutors: un déu i un humà sobre el destí que li ha tocat a aquest últim, castigat en la majoria de casos. En altres, però, es fa referència a certes situacions que han permés la trobada entre la deïtat i l'humà. En particular, els diàlegs de Llucià destaquen per la fluïdesa i la capacitat per a involucrar el lector, i el llancen a un univers totalment diferent del món religiós i dels mites coneguts fins llavors. Aquestes històries, segons les regles de la mitologia, estaven formades per un esquema molt precís que implicava l'error de l'heroi o de qualsevol humà i, per tant, el seu càstig per part d'una deïtat. Llucià, en els diàlegs, tracta de fer palesos les opinions i els sentiments dels condemnats, i crea una espècie de seqüela de cada mite. L'estil adoptat per l'autor és particularment senzill i directe, capaç de suscitar el riure i la sorpresa davant les narracions dels personatges; també, però, hi ha moments seriosos de reflexió, que no deixen fora del relat les raons de les causes i els fets dels protagonistes. En els Diàlegs dels déus, mostra les seues febleses, tant en aventures amoroses com en la gran varietat de metamorfosis, que tenen sobretot com a protagonista Zeus.

## ElsDiàlegs
Els quadres de diàleg apareixen en llistes en diferent ordre. L'ordre donat ací segueix el de: Llucià: Dialogi deorum i Dialogues of the Gods.

### Diàleg VIII: Hefest i Zeus

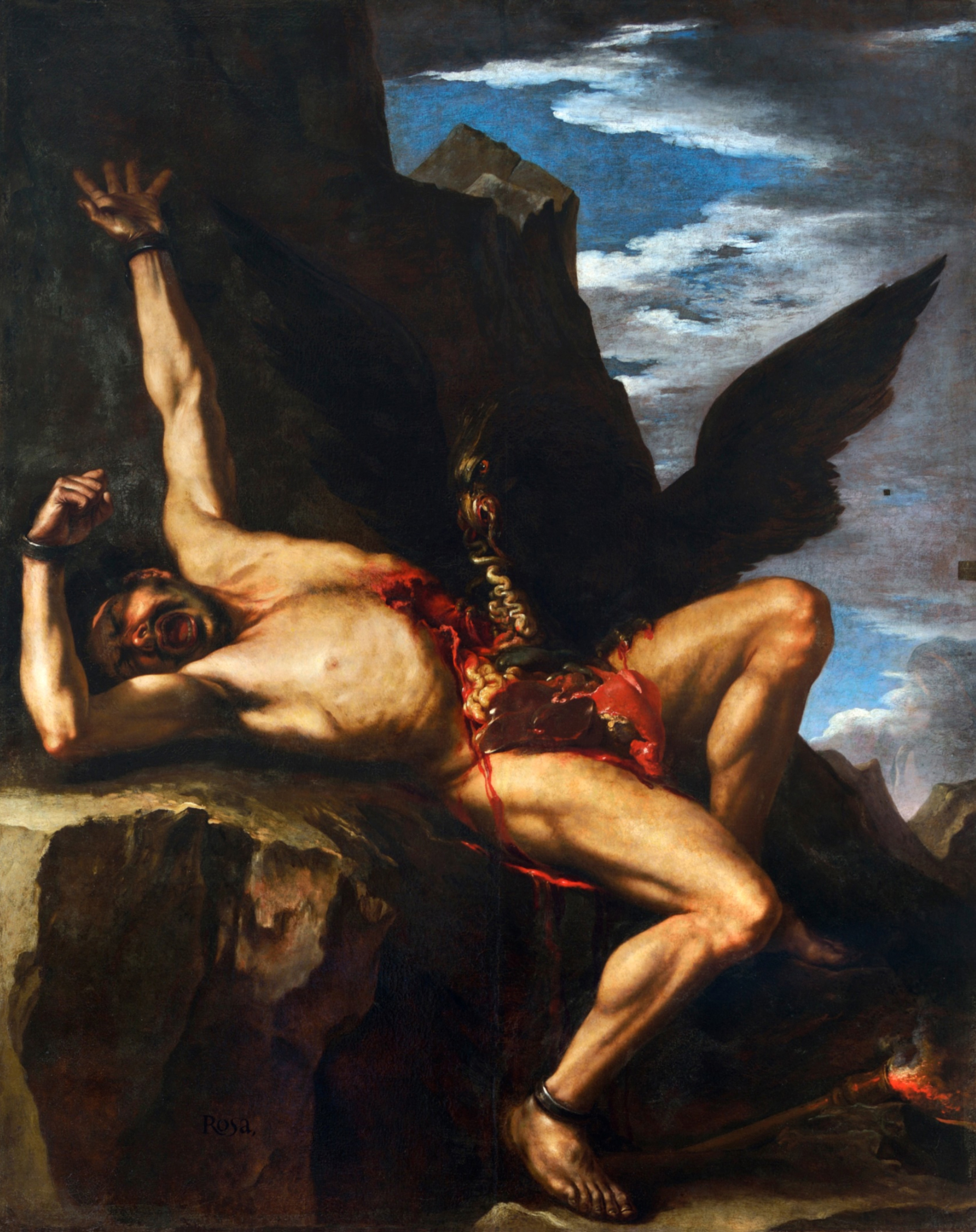
La tortura de Prometeu, per Salvator Rosa (1646-1648)

Prometeu demana a Zeus que l'allibere del Caucas, on resta encadenat amb l'àguila mossegant-li el fetge, des que furtà el foc als déus per a donar-lo als humans. Zeus, encara enfadat amb ell, s'hi nega, li recorda els seus crims, i argumenta que la seua tortura és, encara, massa lleu. Prometeu li torna a pregar i li promet que li donarà informació vital. El déu s'hi mostra poc inclinat, però accepta, i Prometeu li adverteix que no festege a Tetis, perquè està destinada a donar a llum a un fill més poderós que el seu pare, que podria enderrocar Zeus. Sorprés, Zeus diu a Prometeu que farà que Hefest l'allibere i que casarà Tetis amb l'humà Peleu, i de la seua unió naixerà Aquil·les.

### Diàleg IV: Ganimedes i Zeus

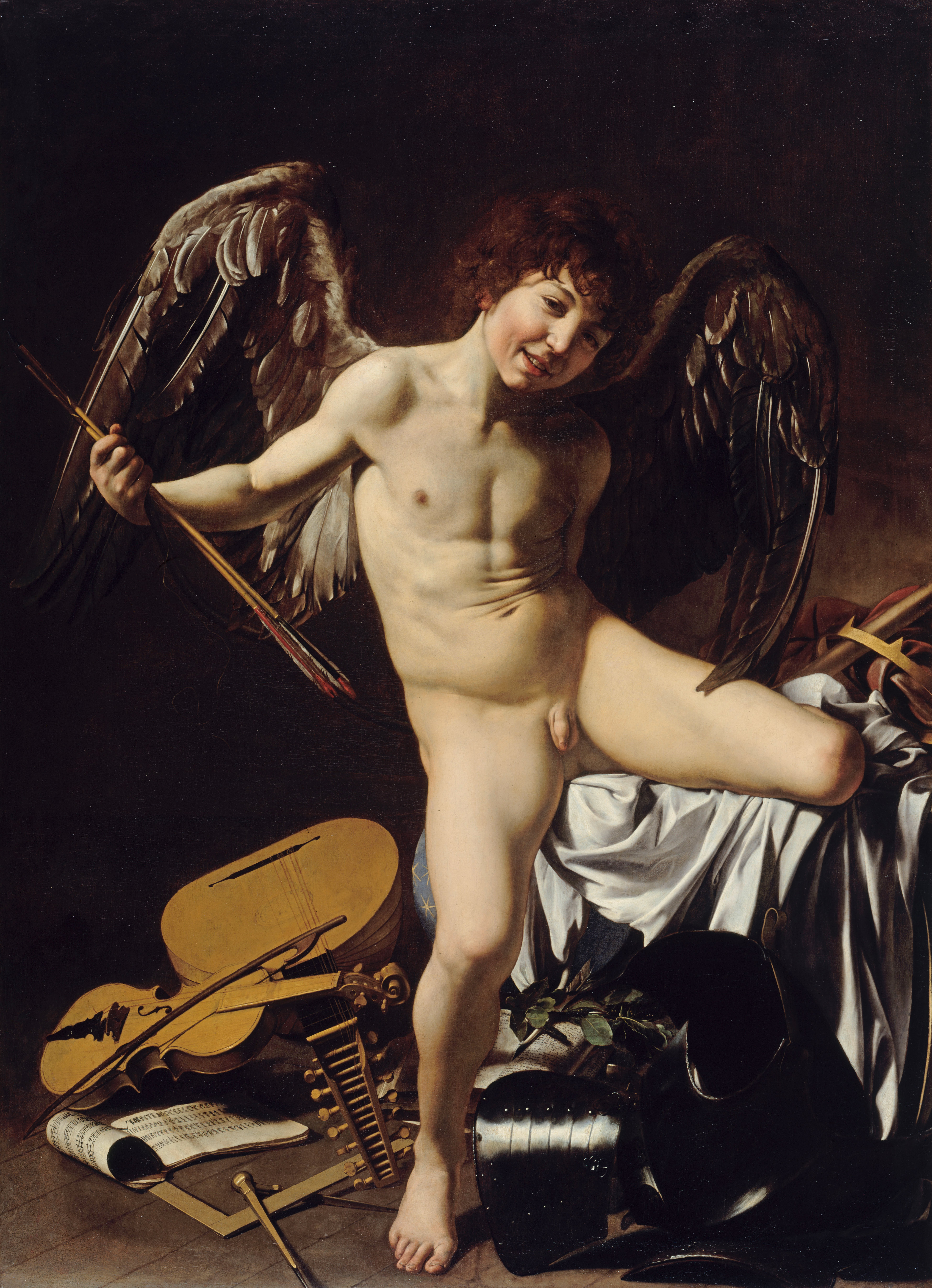
Eros en una pintura de Caravaggio, circa 1601

Zeus s'enfada amb Eros, i aquest li demana que el perdone, ja que és solament un xiquet. Zeus no s'ho creu, donada l'avançada edat d'Eros. Exigeix saber per què Eros continua jugant amb ell, fent que es transforme en sàtir, després en toro, després en or, després en cigne, després en àguila, però mai fa que les dones de les quals s'enamora el corresponguen, i l'obliguen a enganyar-les. Eros es limita a dir que és perquè són humanes i no poden suportar la seua veritable forma, però Zeus diu que tant Jacint com Branco van estimar Apol·lo. Eros assenyala que Dafne, però, no l'estimava; suggereix que, per a ser més desitjable, Zeus hauria de deixar-se créixer els cabells llargs, portar roba de moda i participar en balls. Zeus s'hi nega i diu a Eros que deixe els seus trucs.
Zeus li demana a Hermes si ha sentit parlar de la princesa argiva Io, i aquest li contesta afirmativament. Zeus l'informa que, per la gelosia d'Hera, la noia ha estat convertida en vaca, i després l'ha posat sota tutela d'Argos Panoptes. Zeus ordena a Hermes que s'amague a Nemea, mate a Argos i porte Io a Egipte, on serà adorada com a dea Isis.

### Diàleg VIII: Hefest i Zeus

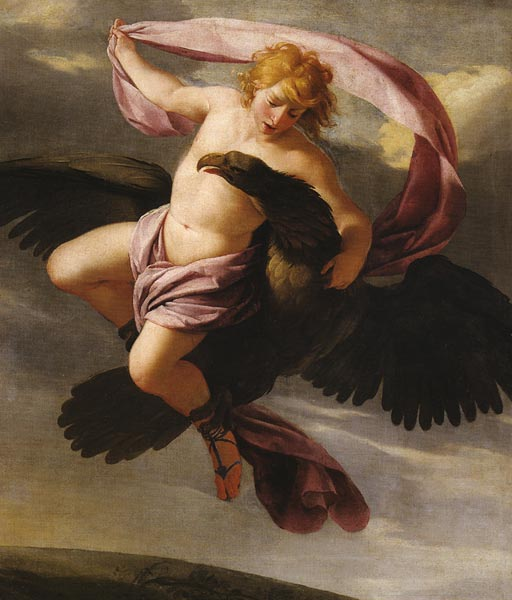
El rapte de Ganimedes. Oli d'Eustache Le Sueur. 1650

Zeus ha arrabassat Ganimedes de la Terra, i aquest li demana que l'hi retorne, i s'angoixa en veure que l'àliga que se l'havia endut s'ha convertit en un home. Zeus li explica que no és pas ni àliga ni home, sinó el déu dels déus. Ganimedes es demana si no serà Pan, a qui la seua família venera molt, mentre que pensa que Zeus només és un segrestador. Zeus li diu que és el déu del tro, i això deixa Ganimedes perplex, i li remarca que si no el retorna a la Terra, els llops es menjaran les ovelles que ha de custodiar. Zeus tempta d'explicar a Ganimedes que ara és un déu que no necessita ovelles, mentre el jove es plany del seu destí i de tot allò que trobarà a faltar de la seua vida humana. Zeus li diu que el seu nou treball serà servir nèctar als déus i dormir amb ell de nit. Ganimedes sembla ignorar el significat de dormir amb Zeus, i li diu que quan era un xiquet dormia amb son pare, que sempre es queixava que Ganimedes el trepitjava mentre dormia, i l'enviava al llit de sa mare. Zeus no té cap problema amb això, i li diu que el besarà de totes les maneres, i ordena a Hermes que oferisca una mica d'ambrosia a Ganimedes, per a fer-lo immortal.

### Diàleg V: Hera i Zeus (I)

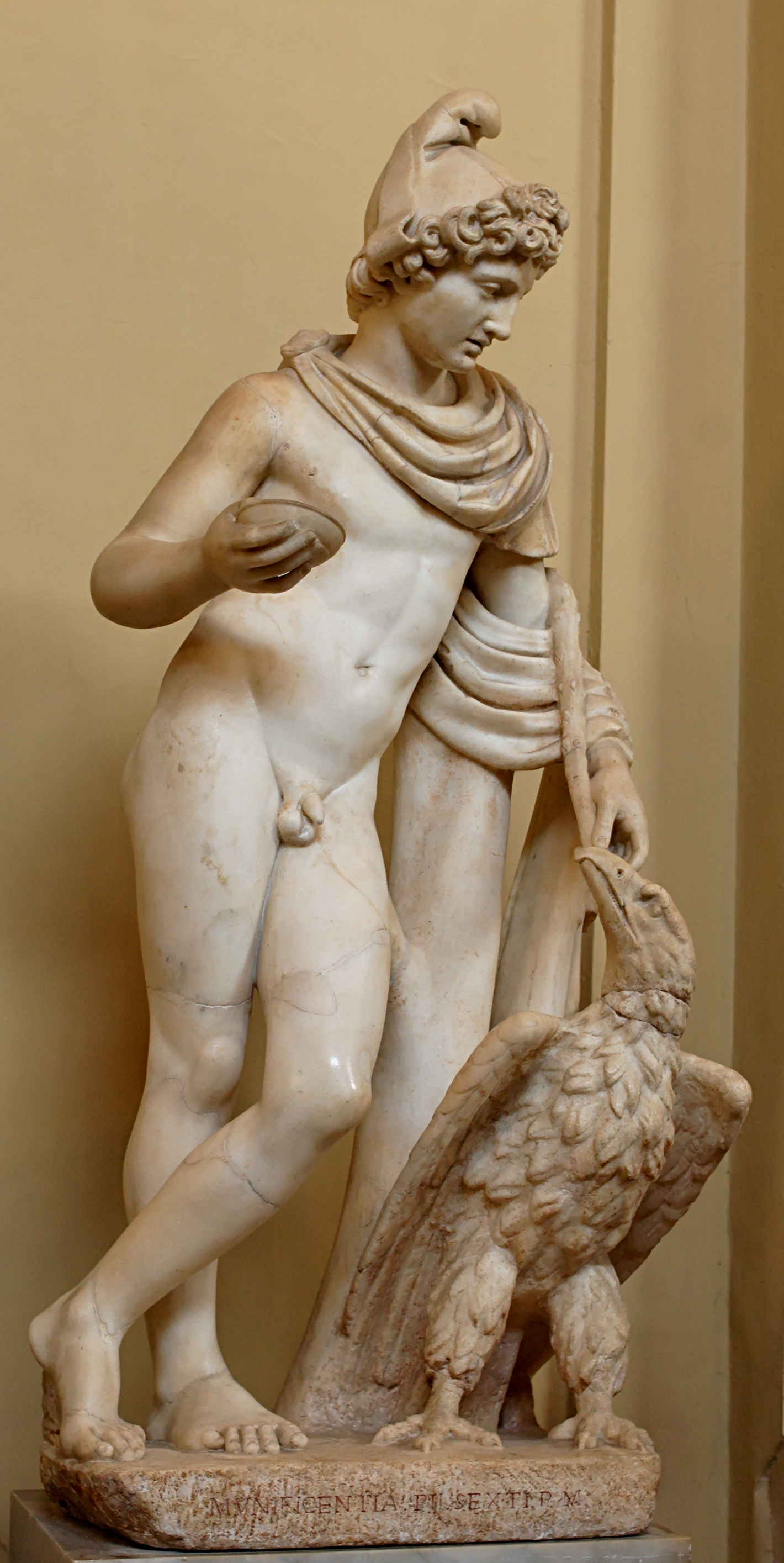
Ganimedes amb Zeus, sota l'aparença d'àguila

Hera es queixa a Zeus que, des que ha segrestat el xiquet d'Ida, no li presta gens d'atenció. Zeus se'n sorprén, i Hera li diu que és inapropiat que el déu dels déus abandone així la seua esposa per a cercar la companyia de dones mortals. Se sent encara més ofesa per Ganimedes, a qui Zeus ha portat a l'Olimp —en comparança amb les dones mortals que en acabant abandona— i l'ha fet el seu coper, com si Hebe i Hefest, no hi fossen suficients. A més a més, es queixa que Zeus no pot llevar-li les mans de damunt al xiquet i el besa a cada oportunitat. Zeus diu que, si li permetés besar també a  Ganimedes, ella entendria per què prefereix els seus petons fins i tot al nèctar. Les seues bromes continuen, amb Hera argumentant que Zeus l'està deshonorant amb les seues accions, i Zeus defensa la seua decisió de mantenir Ganimedes a l'Olimp. Li diu que la seua gelosia només influeix en el seu amor i ordena a Ganimedes que li faça dos petons, en lloc d'un, quan el servisca.

### Diàleg VI: Zeus, Hera i Ixíon
Hera demana a Zeus què opina del seu convidat, Ixíon, i Zeus respon que és digne de la companyia dels déus. Hera, en canvi, li diu que n'és indigne. Zeus li pregunta per què pensa així, i tot i que ella es resisteix a dir-ho, pressionada per ell confessa que Ixíon ha estat fent-li insinuacions inapropiades, que ella ha tractat d'ignorar. Zeus s'enfada per l'arrogància de l'humà, i li tira la culpa a l'amor, la qual cosa disgusta Hera perquè li recorda que Zeus es ficà al llit una vegada amb la dona d'Ixíon, i engendrà Pirítous. Zeus diu que seria impropi despatxar a Ixíon, així que en comptes d'això suggereix que li envien un núvol amb la imatge d'Hera. Hera protesta, dient que si fan això Ixíon presumirà d'haver-se ficat al llit amb la mateixa dea dels déus, però Zeus li diu que si ho fes, el llançaran al Tàrtar.

### Diàleg VII: Hefest i Apol·lo
Hefest li pregunta a Apol·lo si ha vist com n'és de bell i encantador el nadó de Maia, que és Hermes. A Apol·lo no li fa gens de gràcia i diu que el nadó ja ha robat el trident de Posidó, l'espasa d'Ares i el seu arc i fletxes. Hefest no vol creure-s'ho, però Apol·lo li diu que comprove si li manca alguna cosa, i Hefest descobreix que li falten les tenalles. Apol·lo li diu que cerque en el bressol del nadó i les trobarà; el nadó ha perfeccionat l'art de furtar, ja que també ha furtat la faixa d'Afrodita i el ceptre de Zeus. Fins i tot baixa a l'Inframon per a furtar-hi coses, ja que condueix a les ànimes amb l'ajuda d'una gaiata, que Hefest admet haver-li regalat.

### Diàleg VIII: Hefest i Zeus

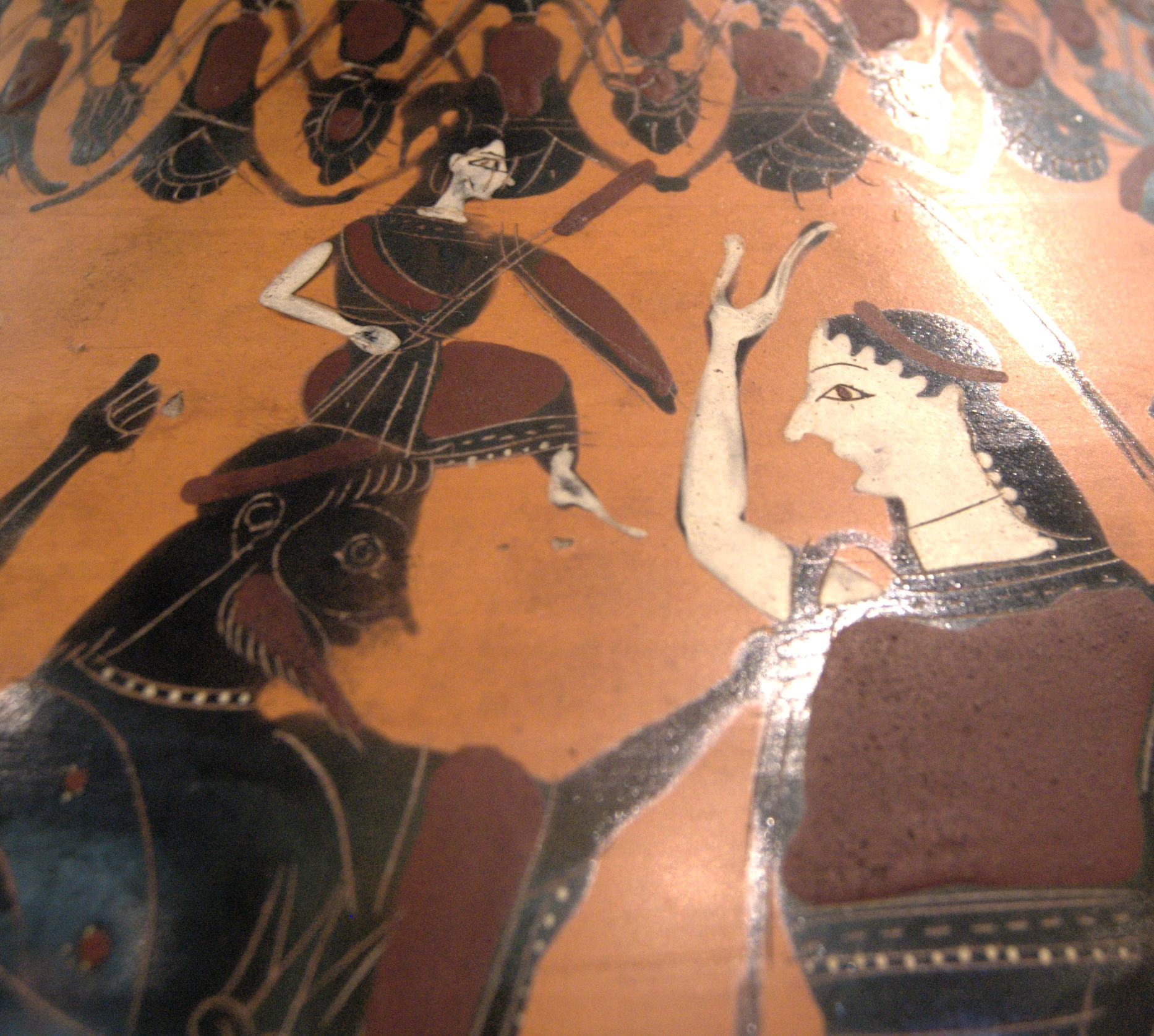
Naixement d'Atena armada del cap de Zeus, amb Ilitia a la dreta. Ceràmica àtica del segle VI ae

Zeus ordena a un perplex Hefest que li colpege el cap amb el seu martell; li diu que colpege amb tota la força que puga, o s'enfadarà amb ell, i no és la primera vegada. Hefest hi accedeix, però li adverteix que no serà un treball net i incruent d'Ilitia; Zeus diu que no li importa, i Hefest fa el que li ha dit. El crani de Zeus es trenca, i una dea (Atena) n'emergeix. Hefest, corprés de la seua bellesa, demana la seua mà, però Zeus s'hi nega, dient que ella continuarà sent verge per sempre.

### Diàleg IX: Posidó i Hermes
Posidó pregunta on pot trobar Zeus, però Hermes, avergonyit, li diu que ara no és el moment. Posidó entén que Zeus està en companyia d'Hera o de Ganimedes, però Hermes li diu que no és amb cap dels dos. Després d'algunes pressions de Posidó, Hermes admet que Zeus acaba de donar a llum, la qual cosa sorprén Posidó, que no tenia ni idea que Zeus estigués embarassat. Hermes l'informa que el fetus no n'era al ventre, sinó al garró. Li explica com Zeus deixà embarassada Sèmele, i Hera la convenç perquè demane a Zeus que se li aparega amb tots els llamps i trons. Com a resultat, Sèmele va morir cremada, però Zeus en pogué salvar el nadó (Dionís). A més a més, afirma que ha lliurat el nadó a unes nimfes perquè el crien, i que ara donarà a Zeus les cures després del part.

### Diàleg X: Hermes i Hèlios
Hermes cercarà Hèlios, per a anunciar-li l'ordre de Zeus de no eixir durant tres dies. Hèlios tem haver fet alguna cosa roïna i que aquest en siga el càstig, però Hermes li assegura que no n'hi ha res d'això: Zeus està enamorat d'Alcmena, esposa d'Amfitrió i vol ser amb ella. Vol engendrar amb ella un gran heroi (Hèracles), més poderós que cap altre, i hi necessita temps. Hèlios hi està d'acord, però es queixa de les conseqüències de les accions de Zeus per al món, i el compara desfavorablement amb Cronos, que mai no va abandonar Rea per una dona. Hermes li diu que calle, perquè es ficarà en problemes si algú el sent, i donarà el mateix missatge a Selene i a Hipnos.

### Diàleg XI: Afrodita i Selene
Afrodita demana a Selene, la dea de la lluna, si són certs els rumors que abandona sovint el cel per a ajuntar-se amb el seu amant humà Endimió. Selene respon que no és pas ella qui en té la culpa, sinó el fill d'Afrodita, Eros. Afrodita li dona la raó, i es plany de com Eros turmenta a tot el món, com a Rea, a la qual ha fet enamorar-se d'Atis, o a la seua pròpia mare, quan va fer que Persèfone s'enamoràs també de l'amant d'Afrodita, Adonis, per la qual cosa ambdues han de compartir-lo. Selene diu que té un consol en la seua passió, ja que Endimió és un home molt atractiu. Diu que el visita cada nit on dorm en una cova, de puntetes, tractant de no fer soroll perquè no es desperte del seu somni.

### Diàleg XII: Afrodita i Eros (I)
Afrodita renya el seu fill per tots els problemes que provoca; fa que Zeus adopte un milió de formes, que Selene abandone el cel, i que Hèlios, el déu del sol, romanga més temps al llit amb Clímene, oblidant-se d'eixir. Fins i tot té sotmesa Rea, la mare dels déus, fent-la témer el que li ocorreria si ella, farta d'Eros, ordenàs als coribants o als seus lleons que l'atacassen. Eros li diu que no en tinga por, que ell pot amb Rea. Diu que no ha de ser pas culpat per res; i després de tot, ¿preferiria Afrodita no estar enamorada d'Ares? Afrodita li adverteix que recorde el que ha dit.

### Diàleg XIII: Zeus, Asclepi i Hèracles
Asclepi i Hèracles discuteixen sobre quin dels dos ha d'ocupar el lloc més alt en la taula; cadascú argumenta que és més digne que l'altre. Hèracles afirma que ha aconseguit tants objectius i ha derrotat a tants enemics que mereix el millor lloc, mentre que Asclepi diu que ell li ha curat ferides de cremades a Hèracles i que, a més a més, mai no ha matat la seua família, ni ha estat esclau de la reina Òmfale. Hèracles l'amenaça violentament, però Zeus hi intervé i li diu a Hèracles que deixe a Asclepi el millor lloc, perquè Asclepi es va morir primer.

### Diàleg XIV i XV: Hermes i Apol·lo (I) i (II)

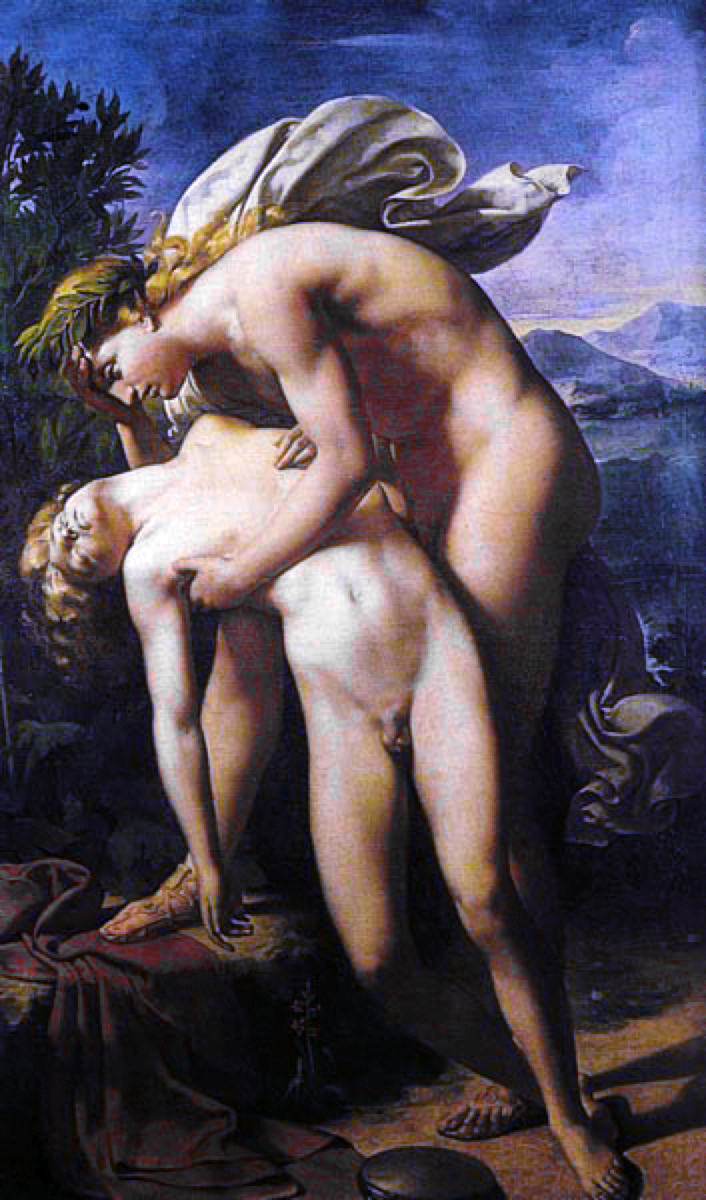
La mort de Jacint, pintura a l'oli de Merry-Joseph Blondel

Hermes li demana a Apol·lo per què està tan trist; Apol·lo li diu que és perquè té molt mala sort en l'amor. Ara està de dol pel seu amant Jacint, fill del rei Èbal. Hermes li demana si això significa que ha mort, la qual cosa Apol·lo confirma. Li pregunta com ha succeït, i Apol·lo n'assumeix tota la responsabilitat, la qual cosa porta Hermes a creure que Apol·lo s'ha tornat boig; però Apol·lo explica que els dos estaven jugant al disc, i Zèfir, el déu del vent de l'oest, que també estava enamorat de Jacint, redirigí el disc perquè colpejàs Jacint al cap, i el va matar; per això Apol·lo està tan trist. Hermes li diu que està sent irracional; Apol·lo era conscient que Jacint era mortal, i hauria de saber que moriria més tard o d'hora.
Hermes sembla incapaç de creure que el coix Hefest haja pogut casar-se amb les més belles de les dees, és a dir, Afrodita i Aglaia. Apol·lo pensa que es deu a la sort; es pregunta, però, com no els fa fàstic besar-lo, ja que sempre està brut i suat. Hermes hi està d'acord, sense comprendre com ells mateixos, que són tan bonics, estan sols. Apol·lo diu que, en general, ell mateix té mala sort en l'amor; estimà Dafne i Jacint sobretot, però els va perdre a tots dos. Apol·lo es pregunta com és que Afrodita i Aglaia no s'envegen mútuament; a això, Hermes respon que és perquè Afrodita és a l'Olimp, i Aglaia a Lemnos. A més a més, Afrodita està enamorada d'Ares, i no d'Hefest, però aquest no ho sap pas.

### Diàleg XVI: Hera i Leto
Hera felicita sarcàsticament a Leto pels dos fills que ha tingut amb Zeus. Leto la rebutja dient que no tot el món pot tenir la sort de tenir Hefest. Hera defensa Hefest per les seues obres, però insulta a Àrtemis i a Apol·lo, l'anomena caníbal, i menysprea els seus dominis. A més a més, afirma que els seus fills no són pas millors que els de Níobe. Leto li respon que probablement Hera està gelosa de veure que els fills de Leto] reben tanta atenció i elogis arreu. Hera se'n burla, i esmenta com Apol·lo va escorxar viu a Màrsies per desafiar-lo en un concurs de música i com Àrtemis va matar a Acteó per veure-la nua. Leto li diu que Hera se sent lliure d'insultar a tot el món per la seua condició d'esposa de Zeus, però que tornarà a ser desgraciada quan ell l'abandone de nou en favor d'alguna dona. A més a més, Apol·lo i la seua germana, Àrtemis, mataren tots els fills de Níobe per haver ofés a Leto.

### Diàleg XVII: Hermes i Apol·lo (III)
Apol·lo veu a Hermes rient-se i li pregunta què li passa. Hermes li respon que ha estat testimoni de l'espectacle més ridícul: Hefest ha trobat Afrodita i Ares nus al llit. Apol·lo li pregunta com ha ocorregut, i Hermes li diu que Hefest duia temps intentant atrapar-los, així que va parar una fina xarxa al llit. Ares i Afrodita s'hi tombaren, sense saber-ho, mentre Hèlios n'informava a Hefest, que llavors cridà els altres déus perquè veiessen l'humiliant espectacle. Apol·lo es pregunta com és que Hefest no s'avergonyeix de presumir del seu fallit matrimoni d'aquesta manera, però Hermes diu que amb gust es lligaria ell mateix al llit amb Afrodita, i convida a Apol·lo a venir i veure-ho per si mateix.

### Diàleg XVIII: Hera i Zeus (II)

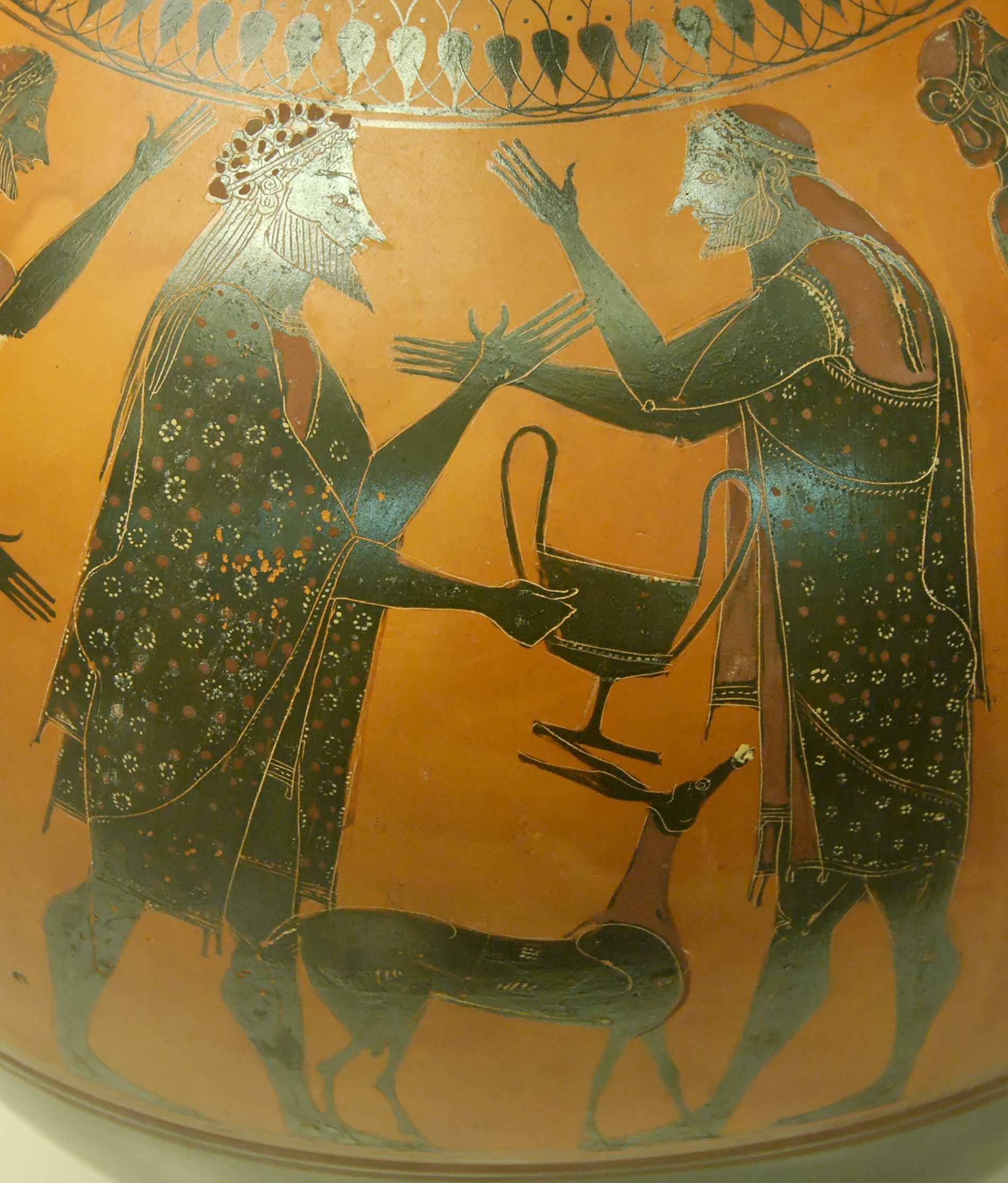
Àmfora que representa Dionís i Icari

Hera li diu a Zeus que s'avergonyiria si tingués un déu tan femení i propens a l'embriaguesa com Dionís, que es passa tot el dia amb les mènades, de festa i bevent. Zeus defensa el seu fill, i esmenta els seus molts èxits: com va dirigir una campanya de guerra a l'Índia, com té tota Lídia sota control, com mana als tracis i al poble de Tmolos, tot això mentre duu heura, sosté el tirs i balla frenèticament. Es pregunta què no podria fer sobri, si fa tot això estant borratxo. Hera es molesta en veure que Zeus elogia Dionís per haver descobert el vi, tenint en compte el que li va passar a Icari, que fou assassinat pels seus companys de borratxera. Zeus diu que això no és culpa de Dionís, sinó de la incapacitat de la gent de fer coses moderadament. També diu que les paraules malsonants d'Hera cap a Dionís provenen de la seua gelosia per Sèmele.

### Diàleg: XIX: Afrodita i Eros (II)
Afrodita li demana a Eros com és que, després de totes les victòries que ha obtingut sobre déus com ara Zeus, Apol·lo, Posidó i ella mateixa, mai no ha intentat els seus trucs amb Atena. Eros diu que és perquè Atena li espanta, i això fa que Afrodita es demane per què Ares no li espanta. Eros respon que és perquè Ares li dona la benvinguda, mentre que Atena no ho fa mai. A més a més, tampoc no s'acosta a les Muses, per respecte. Quant a Àrtemis, no pot arribar a ella, ja que corre per les muntanyes. I està enamorada d'un altre. Afrodita assenyala que a Apol·lo, el germà d'Àrtemis, en canvi, Eros l'ha ferit moltes voltes.

### Diàleg XX: Zeus, Hermes, Hera, Atena, Afrodita i Paris (El Judici deParis)

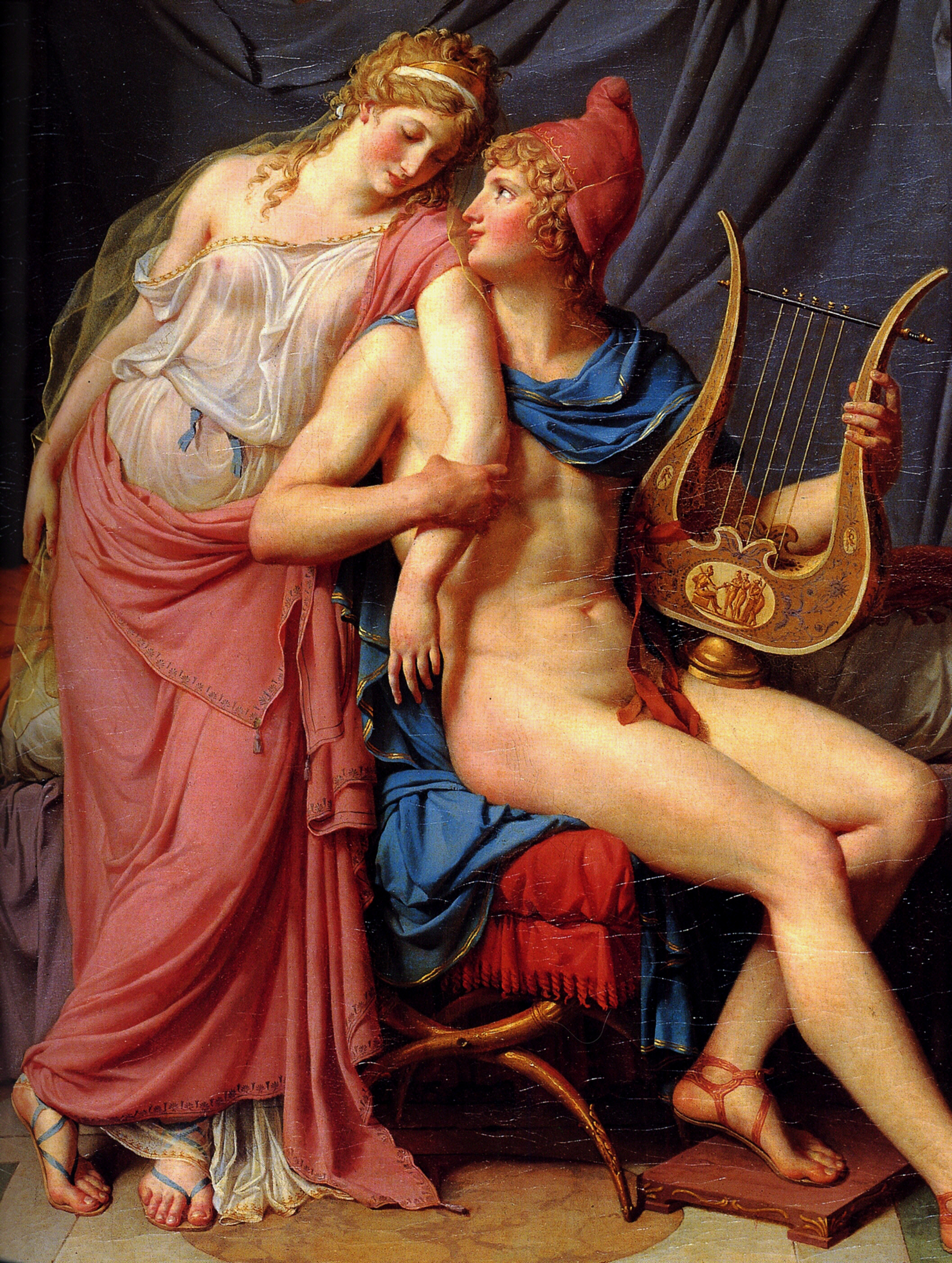
Els amors d'Helena i Paris, pintura de Jacques-Louis David

L'episodi és el diàleg entre les dees Afrodita, Hera, Atena, Hermes i Zeus abans d'anar a Frígia a cercar al xiquet pastor Paris de Troia.Era el fill del rei Príam de Troia, que tingué més de cinquanta fills amb la reina Hècuba i altres dones. El naixement de Paris havia vingut acompanyat de presagis tristos i foscos, perquè pocs dies abans del naixement, Hècuba somnià amb la ciutat en flames destruïda per serps que li eixien de l'úter; i la profeta Cassandra havia predit que seria la ruïna de Troia. Príam, no volent matar el nounat, el confia a un pastor que el tingué amb ell a la muntanya Psiloritis (Ida, a Creta). Durant un banquet de noces la «dea de la discòrdia» Eris aprofita l'ocasió per a crear confusió entre els convidats llançant una poma daurada al bell mig de la gran taula gravada amb «A la més bella». Les tres dees més esplèndides de l'Olimp, Hera, Atena i Afrodita es barallen per la poma, discutint, fins que Zeus i el missatger Hermes decideixen confiar el judici a l'humà Paris. Abans de partir cap a la Terra, les tres dees consulten sobre el passat i l'aparença del xiquet. Malgrat que encara no ho sabia pas, era fill del noble Príam, però vivia amb cabres i pagesos, tot i que tenia un amor: la nimfa curadora Idea. Mentre emprenen un viatge, les dees són incapaces d'identificar la posició del xiquet pastor a la muntanya, i fins i tot estan a punt de perdre's i arribar a pegar-se, quan Hermes les para, dient-los que no es fiquen en problemes i que el seguisquen. De fet, Hermes havia vist l'amor que Zeus sentia pel xiquet Ganimedes que pasturava les cabres en aquesta muntanya, fou enviat moltes vegades a espiar els seus moviments i fins i tot a recollir el pal que li caigué després del seu segrest per part del pretendent diví que es transformà en àguila per a dur-lo a l'Olimp. Els quatre arriben als peus de Paris sorprés pel prodigiós fet. Hermes, l'ambaixador, li diu que no tinga por i que ha estat triat com a jutge per a nomenar la més bella d'aquestes tres dees. Paris examina acuradament Venus, Atena i Hera, i nota tots els trets d'una bellesa incommensurable i perfecta. No pot decidir-se pas del tot i pregunta si era possible tenir tres pomes daurades per a donar-los-les. Com que no és possible, Paris encara tem la seua ira; però ara se li insta a jutjar. Com ja no se li presentaria tal oportunitat, Paris demana que les tres es despullen i així ho fan, i el deixen atònit. Afrodita, Hera i Atena tenen pits ferms i blancs i el sexe d'una atracció aclaparadora. Encara indecisa, Hera li promet al xiquet que el convertiria en el rei de tota Àsia i altres terres desconegudes, a més del jove més ric del planeta. Atena se li acosta i li promet saviesa eterna i coneixement de tots els secrets del Cosmos. En acabant, hi arriba Afrodita, que li assegura la trobada amb totes les xiques maques del món i especialment amb Helena d'Esparta, esposa del sobirà Menelau. Paris, sense saber massa de riquesa, política o intel·lecte, perquè era un simple pastor, tria la proposta d'Afrodita, i s'assegura primer que s'uniria a Helena, partint cap a Esparta i que després seria concedida amb l'ajut de Cupido, per a donar-li la poma daurada.

### Diàleg XXI: Ares i Hermes

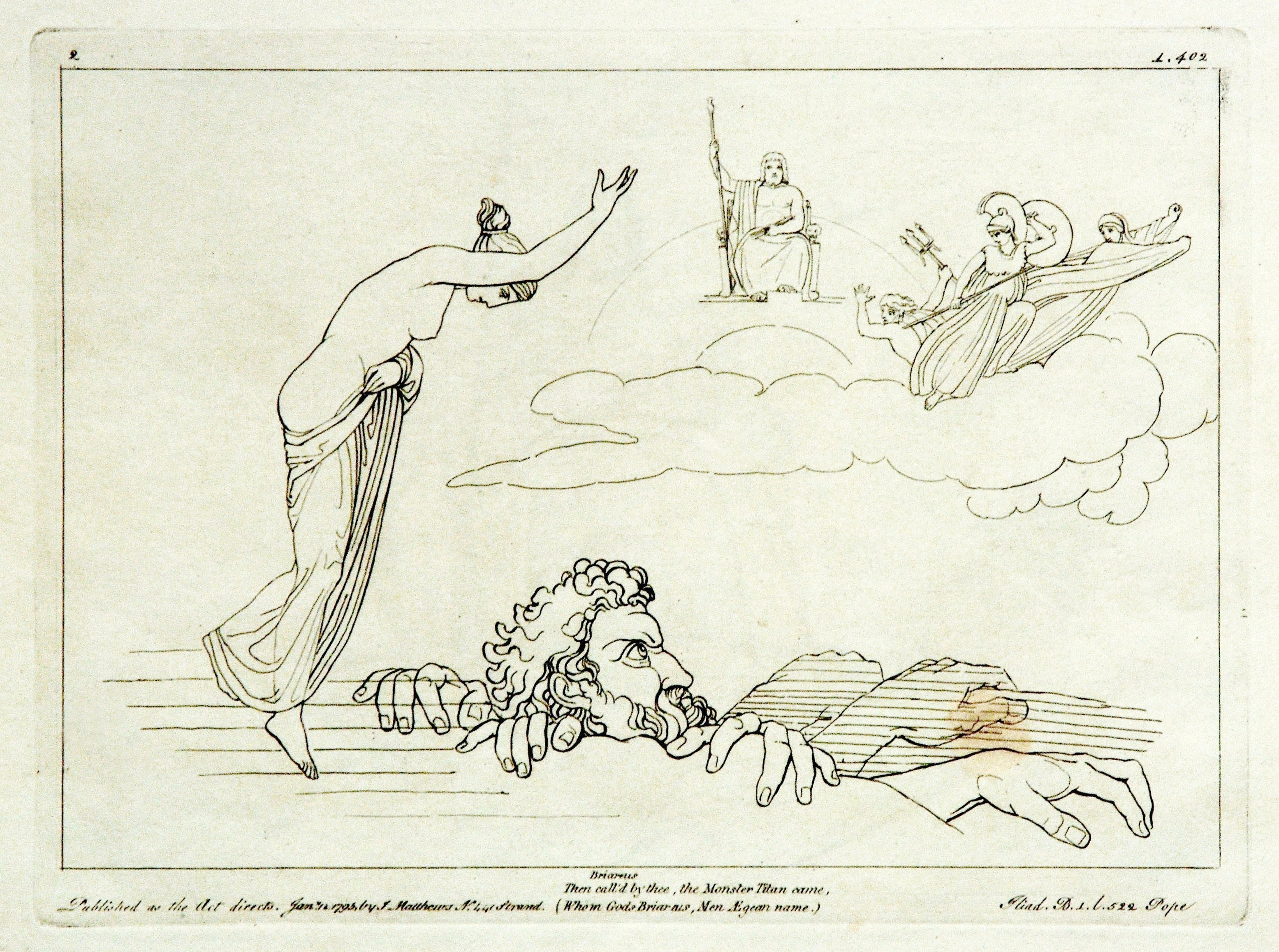
Gravat al burí del 1793, a partir d'un dibuix de John Flaxman, emprat en una edició de la Ilíada: Tetis invoca Briàreu

Ares li demana a Hermes si ha sentit parlar del que acaba de dir Zeus, que és més poderós que tots els altres déus plegats. Ares admet que Zeus és més fort que tots ells per separat, però que ni tan sols ell podria acabar amb tots alhora. Hermes li diu a Ares que calle per si això li duu problemes, però Ares, confiant en la discreció d'Hermes, continua, i es rifa de l'afirmació de Zeus basant-se en com era  d'indefens quan Hera, Posidó i Atena se li van rebel·lar i el van lligar fins que Tetis va aconseguir que l'hecatonquir Briàreu l'alliberàs. Hermes li aconsella una volta més que calle, o tots dos es posaran en problemes.

### Diàleg XXII: Pan i Hermes
Pan saluda a Hermes, i l'anomena pare seu. Hermes li demana com és que és pare d'un déu amb potes de cabra com Pan. Pan li diu a Hermes que recorde si alguna vegada va violar una donzella d'Arcàdia; li explica que la seua mare és Penèlope d'Esparta, filla d'Icari, a qui es va acostar en forma de cabra, per això Pan nasqué amb la meitat inferior d'una cabra. Hermes confirma la història de Pan, però s'avergonyeix de ser son pare. Li demana que no es dirigeixi a ell com el seu pare en presència dels altres déus, perquè no se'n burlen.

### Diàleg XXIII: Apol·lo i Dionís
Apol·lo es meravella de com són de diferents els tres fills d'Afrodita: Eros és un arquer molt bell, Hermafrodit és meitat home meitat dona, i Príap és homosexual. Dionís no culpa pas a Afrodita, sinó als déus que van engendrar aquests fills amb ella; afirma a més que fins i tot els fills nascuts dels mateixos pares són sovint molt diferents entre si, com ara Apol·lo mateix i la seua germana Àrtemis. Apol·lo, però, diu que tots dos són arquers, i Dionís contraataca dient que ell és un guaridor, mentre que ella dispara als que l'ofenen. Dionís narra una anècdota sobre Príap; un dia el va rebre a casa seua, però quan Dionís es va adormir, Príap se li va insinuar (sense èxit). Apol·lo es diverteix amb això i li tira la culpa a la bona aparença de Dionís. Aquest diu que Apol·lo també és molt bonic, i que podria atraure a Príap també; i Apol·lo contesta que, en aquest cas, a més del pèl, també té un arc.

### Diàleg XXIV: Hermes i Maia
Hermes es queixa a la seua mare Maia dient-li que és el més miserable dels déus. Mentre els altres es diverteixen i beuen lliurement durant tot el dia a l'Olimp, ell té tantes obligacions que no li queda temps lliure. L'amarga que les simples mortals com Alcmena i els fills de Sèmele puguen gaudir del millor de la vida immortal, mentre que ell, fill d'una dea, ha d'actuar com un servent cada vegada que Zeus té un treball per a ell. Maia li rebat que això és suficient, i que ha d'obeir son pare sense piular.

### Diàleg XXV: Zeus i Hèlios
Zeus renya iradament el déu Sol Hèlios per haver confiat les regnes del cavall a un jove, i a causa de la incompetència del noi, va fer que la terra es cremàs i després es congelàs; el món hauria estat destruït si Zeus no l'hagués colpejat amb un llamp. Hèlios admet tot això, però s'excusa amb els constants precs del seu fill, i diu que no havia previst tota aquesta destrucció. Zeus no n'està convençut, i diu que és molt poc probable que no sabés que els cavalls només es poden controlar agafant-los fermament, i que es desbocarien amb un conductor inexpert. Hèlios diu que ja ho sabia tot això, però que va cedir després de les súpliques del seu fill i la seua dona. Ell s'imagina que el seu fill es va espantar quan va conduir massa alt i, per tant, deixà caure les regnes, i va causar el caos. Li demana a Zeus que no siga massa dur, perquè el seu fill ja ha estat castigat, i ell mateix està de dol. Zeus no està d'acord que cap de les dues coses siga prou càstig donat el nivell de la catàstrofe, i adverteix Hèlios que no torne a enviar un altre auriga en el seu lloc, o el colpejarà amb els seus llamps.

### Diàleg XXVI: Apol·lo i Hermes
Apol·lo i Hermes enraonen sobre Càstor i Pòl·lux. Apol·lo no pot pas distingir els bessons, mentre que Hermes sí. Hermes informa a Apol·lo que alternen entre l'Olimp i l'Inframon, desitjant romandre junts per sempre, la qual cosa Apol·lo considera injusta, perquè pensa que aquests dos no ofereixen pas massa comparat amb les profecies que ell dona, i Àrtemis actua com a comare. Hermes li diu que la seua faena és ajudar a Posidó com a protectors dels mariners.